# Parti du peuple du Bhoutan
Pour les articles homonymes, voir DCT.
Le Parti du peuple du Bhoutan (Druk Chirwang Tshogpa, DCT) (en dzongkha : འབྲུག་སྤྱིར་དབང་ཚོགས་པ།, Wylie : ’brug spyir-dbang tshogs-pa)  était un parti politique bhoutanais enregistré le 7 janvier 2013.
Lors du premier tour des  élections législatives de 2013, le DCT obtient 12 457 voix et finit quatrième, sans remporter aucune circonscription, et n'est donc pas  qualifié pour le second tour. Le 26 février 2018, la Commission électorale du Bhoutan annonce la radiation du parti suite à sa fusion dans le Druk Phuensum Tshogpa,.

## Résultats électoraux
| Année | Premier tour | Premier tour | Premier tour | Second tour  | Second tour  | Second tour  | Sièges | +/-        | Position            |
| Année | Voix         | %            | Rang         | Voix         | %            | Rang         | Sièges | +/-        | Position            |
| ----- | ------------ | ------------ | ------------ | ------------ | ------------ | ------------ | ------ | ---------- | ------------------- |
| 2013  | 12 457       | 5,90         | 4e           | Non qualifié | Non qualifié | Non qualifié | 0 / 47 | Parti créé | Extra-parlementaire |